# Hermannia subglabra
Hermannia subglabra är en kvalsterart som beskrevs av Berlese 1910. Hermannia subglabra ingår i släktet Hermannia och familjen Hermanniidae. Inga underarter finns listade i Catalogue of Life.